# Themus bagmatiensis
Themus bagmatiensis es una especie de coleóptero de la familia Cantharidae.

## Distribución geográfica
Habita en Nepal.